# Red Willow County
Red Willow County ist ein County im Bundesstaat Nebraska der Vereinigten Staaten. Der Verwaltungssitz (County Seat) ist McCook. Die Stadt war die Heimat von drei Gouverneuren von Nebraska: Earl Benjamin Nelson, Ralph Brooks und Frank Morrison.

## Geographie
Das County liegt im Süden von Nebraska, grenzt an den Bundesstaat Kansas und hat eine Fläche von 1860 Quadratkilometern, wovon 4 Quadratkilometer Wasserfläche sind. Es grenzt in Nebraska im Uhrzeigersinn an folgende Countys: Furnas County, Hitchcock County und Frontier County.

## Geschichte
Red Willow County wurde 1873 gebildet. Benannt wurde es nach dem Red Willow Creek.
Ein Ort im County hat den Status einer National Historic Landmark, das George W. Norris House. Acht Bauwerke und Stätten des Countys sind insgesamt im National Register of Historic Places eingetragen (Stand 12. Februar 2018).

## Demografische Daten

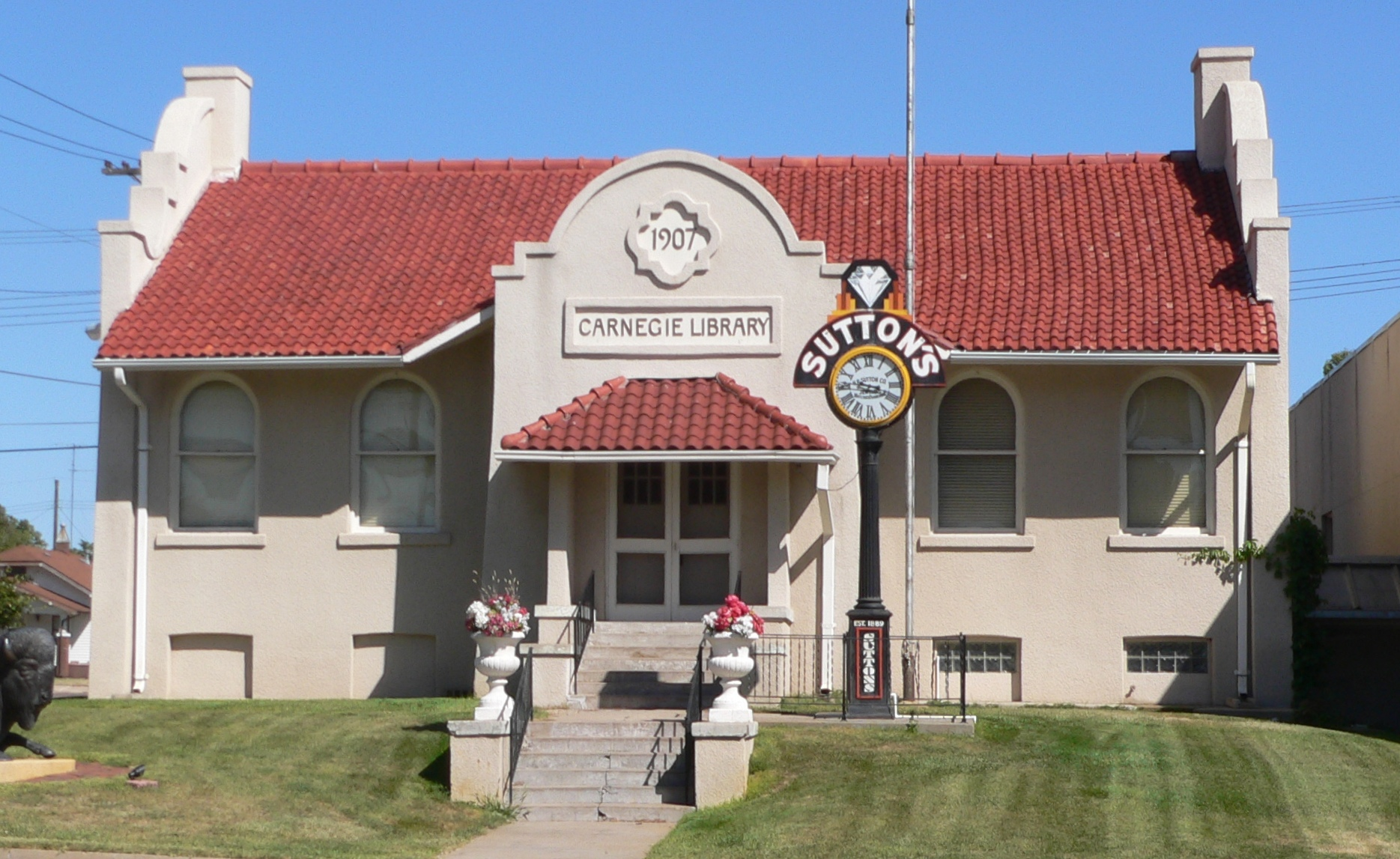
McCook Public-Carnegie Library, gelistet im NRHP

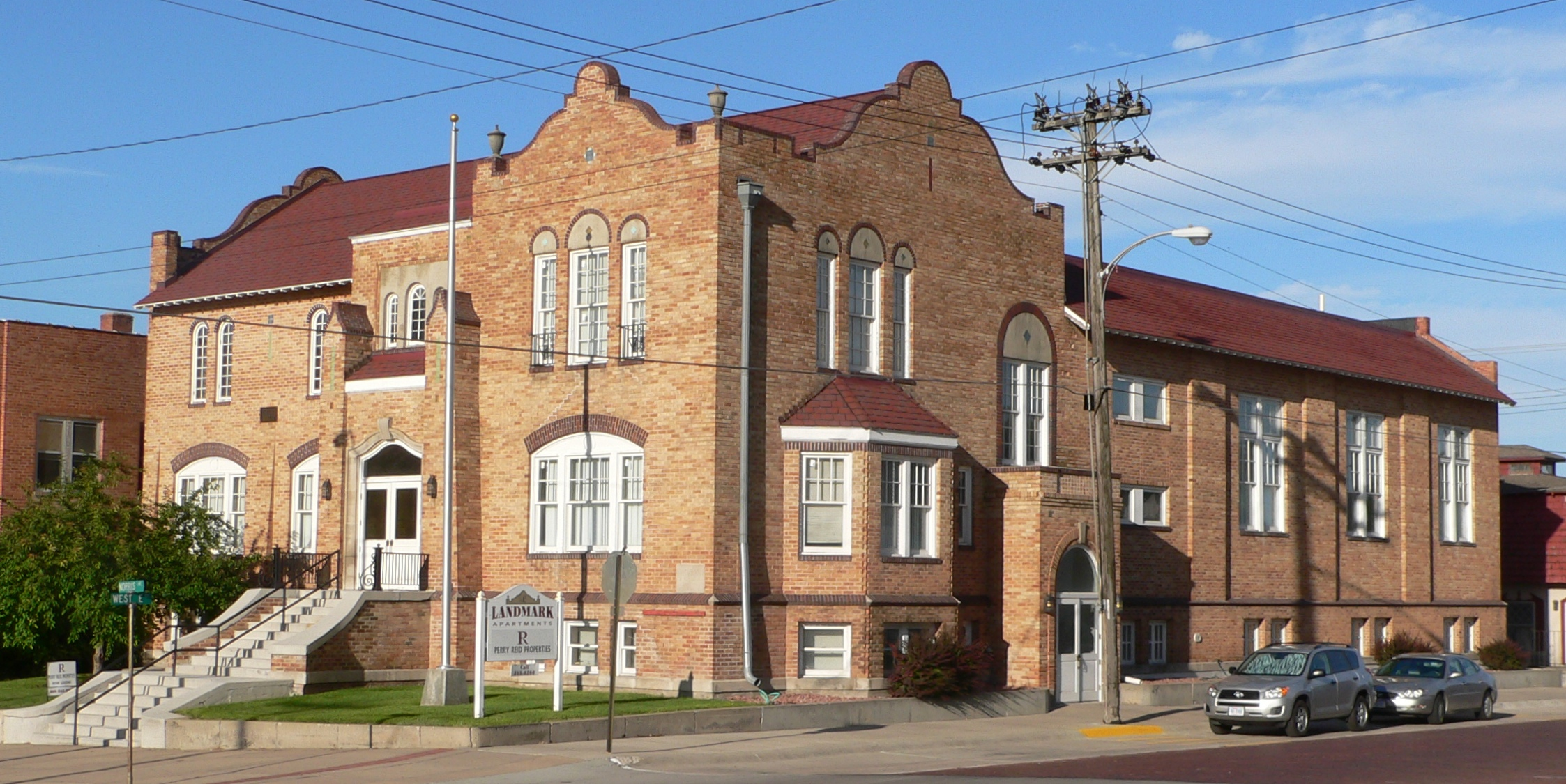
McCook YMCA, gelistet im NRHP

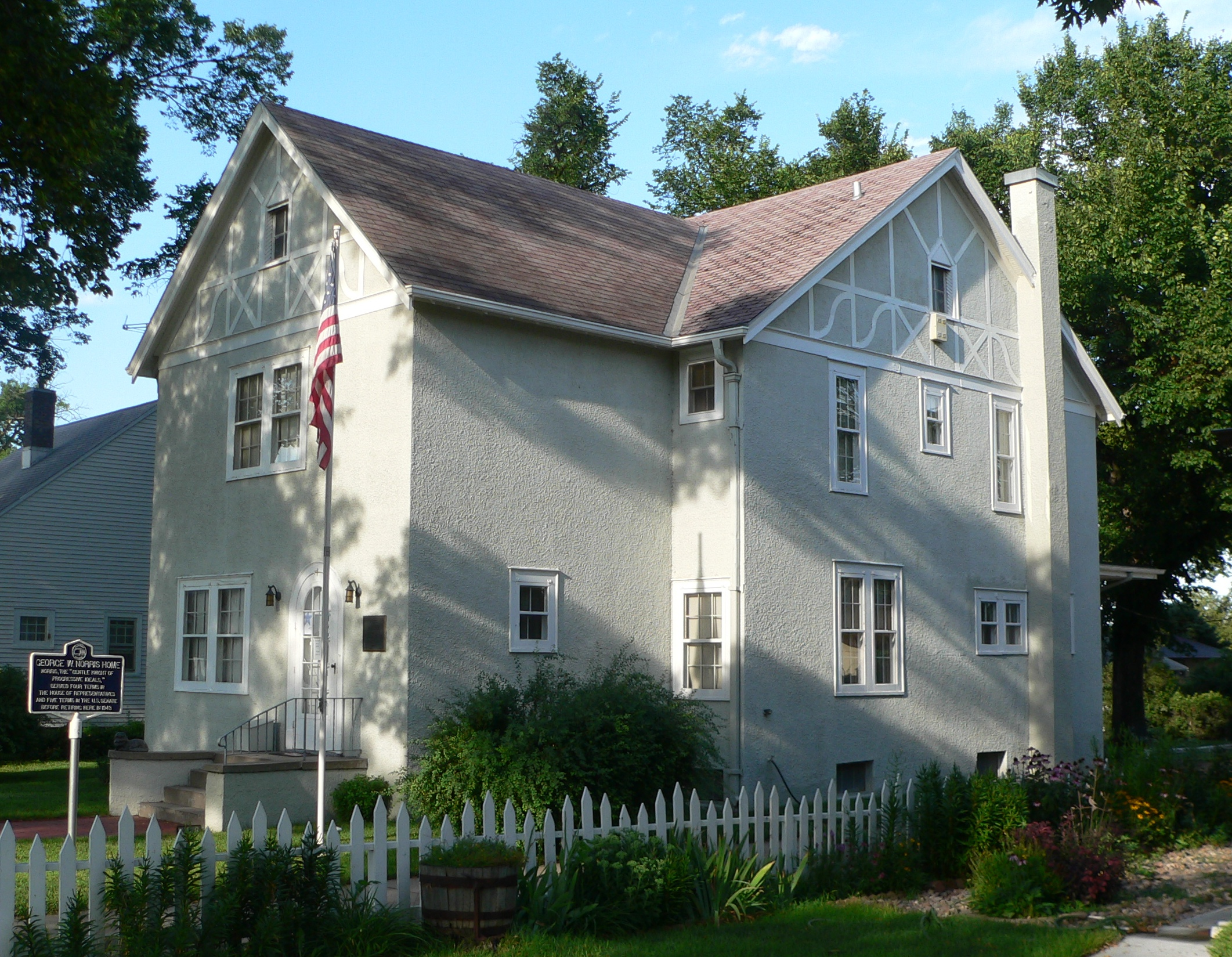
George W. Norris House, gelistet im NRHP

Nach der Volkszählung im Jahr 2000 lebten im Red Willow County 11.448 Menschen. Davon wohnten 262 Personen in Sammelunterkünften, die anderen Einwohner lebten in 4.710 Haushalten und 3.188 Familien. Die Bevölkerungsdichte betrug 6 Einwohner pro Quadratkilometer. Ethnisch betrachtet setzte sich die Bevölkerung zusammen aus 97,55 Prozent Weißen, 0,16 Prozent Afroamerikanern, 0,38 Prozent amerikanischen Ureinwohnern, 0,17 Prozent Asiaten, 0,02 Prozent Bewohnern aus dem pazifischen Inselraum und 0,93 Prozent aus anderen ethnischen Gruppen; 0,80 Prozent stammten von zwei oder mehr Ethnien ab. 2,45 Prozent der Bevölkerung waren spanischer oder lateinamerikanischer Abstammung.
Von den 4.710 Haushalten hatten 30,2 Prozent Kinder und Jugendliche unter 18 Jahre, die bei ihnen lebten. 57,5 Prozent waren verheiratete, zusammenlebende Paare, 7,2 Prozent waren allein erziehende Mütter, 32,3 Prozent waren keine Familien, 28,6 Prozent waren Singlehaushalte und in 13,5 Prozent lebten Menschen im Alter von 65 Jahren oder darüber. Die Durchschnittshaushaltsgröße betrug 2,37 und die durchschnittliche Familiengröße lag bei 2,92 Personen.
Auf das gesamte County bezogen setzte sich die Bevölkerung zusammen aus 24,9 Prozent Einwohnern unter 18 Jahren, 8,8 Prozent zwischen 18 und 24 Jahren, 24,6 Prozent zwischen 25 und 44 Jahren, 22,6 Prozent zwischen 45 und 64 Jahren und 19,0 Prozent waren 65 Jahre alt oder darüber. Das Durchschnittsalter betrug 40 Jahre. Auf 100 weibliche Personen kamen 93,9 männliche Personen. Auf 100 Frauen im Alter von 18 Jahren oder darüber kamen statistisch 91,3 Männer.
Das jährliche Durchschnittseinkommen eines Haushalts betrug 32.293 USD, das Durchschnittseinkommen der Familien betrug 40.279 USD. Männer hatten ein Durchschnittseinkommen von 27.768 USD, Frauen 18.768 USD. Das Prokopfeinkommen betrug 16.303 USD. 7,6 Prozent der Familien und 9,6 Prozent der Bevölkerung lebten unterhalb der Armutsgrenze. Davon waren 11,4 Prozent Kinder oder Jugendliche unter 18 Jahre und 7,6 Prozent waren Menschen über 65 Jahre.

## Orte im County
- Bartley
- Danbury
- Indianola
- Lebanon
- Marion
- McCook
- Perry
- Red Willow
- Shippee